# لورينزو بانديني
لورينزو بانديني (بالإيطالية: Lorenzo Bandini) مواليد 21 ديسمبر 1935 في المرج، كان سائق فورملا 1 إيطالي سابق كان قد بدأ مسيرته الاحترافية سنة 1961. كان أول سباق له هو جائزة بلجيكا الكبرى 1961، حقق أول فوز له في جائزة النمسا الكبرى 1964. خاض خلال مسيرته 42 سباقاً، فاز في 1 منها.

## سباقات شارك فيها
- لو مان 24 ساعة
- بطولة العالم للسيارات الرياضية

## بطولات حققها
- جائزة النمسا الكبرى 1964

## روابط خارجية
- لورينزو بانديني على موقع Racing-Reference.info (الإنجليزية)
- لورينزو بانديني على موقع DriverDB.com (الإنجليزية)